# Chaudhry Khaliquzzaman
Chaudhry Khaliquzzaman (ourdou : چودھری خلیق الزمان ; 25 décembre 1889 - 1973) est un homme politique pakistanais et une figure musulmane très importante de l’Inde britannique. Il est l'un des principaux dirigeants de la Ligue musulmane. 

## Jeunesse et carrière
Il est né à Chunar, une ancienne ville dans le quartier de Mirzapur dans les Provinces-Unies (aujourd'hui Uttar Pradesh. À l'époque, son père, Chaudhry Muhammad Zaman, est un naib tehsildar (agent du fisc). Son frère cadet, Salimuzzaman Siddiqui (1897-1994) est un éminent scientifique et chercheur à la fois l'Inde britannique et plus tard au Pakistan. 
Chaudhry Khaliquzzaman lui-même est non seulement un dirigeant éminent de la Ligue musulmane, mais également l'un des pères fondateurs du Pakistan. Au moment de l'indépendance du Pakistan, le 14 août 1947, il est toujours membre de la Ligue musulmane de l'Assemblée constituante de l'Inde et reste sur place pour s'adresser à cette assemblée indienne. Il est l'une des quatre personnes qui ont pris la parole devant l'Assemblée constituante indienne dans le hall central du Parlement au moment de l'indépendance de l'Inde avec le 14 août 1947 à minuit. Les trois autres étaient Jawaharlal Nehru, le Dr Rajendra Prasad et le Dr Radhakrishnan. Il émigre vers le Pakistan nouvellement créé en novembre 1947, lorsque Jinnah exprime son mécontentement face à sa politique. Il n'est pas d'accord avec le gouvernement pakistanais sur le fait que le gouvernement indien est à l'origine du massacre de musulmans. Il a été nommé organisateur en chef de la Ligue musulmane. Plus tard, il a été le premier président de la Ligue musulmane. 

### Carrière au Pakistan
- Président de la Ligue musulmane (Pakistan) (1948-1950)
- Gouverneur du Pakistan oriental (avril 1953-mai 1954)[1]
- Ambassadeur du Pakistan en Indonésie et aux Philippines (1954)[1]

En 1961, il publie ses mémoires intitulés Pathway to Pakistan. La version ourdou de l'autobiographie est sortie en 1967. Il s'intitule Shahrahay Pakistan.  Ce livre est considéré par beaucoup comme un rare "trésor" d'informations sur le mouvement pakistanais. Dans ce livre, il écrivait : « La théorie des deux nations, que nous avions utilisée dans la lutte pour le Pakistan, avait créé non seulement un mauvais sang contre les musulmans des provinces minoritaires, mais aussi un fossé idéologique entre eux et les hindous de l'Inde. » Il a en outre écrit: 

« M. Jinnah a lui-même pris conscience des graves dangers auxquels sont exposés les musulmans qui devaient rester après la partition en Inde. Je me souviens que le 1er août 1947, quelques jours avant son départ définitif pour Karachi, M. Jinnah avait convoqué les membres musulmans de l'Assemblée constituante de l'Inde à son domicile situé au 10 Aurangzeb Road pour leur faire ses adieux. 
M. Rizwanullah a posé des questions délicates concernant la position des musulmans, qui resteraient en Inde, leur statut et leur avenir. Je n'avais encore jamais trouvé M. Jinnah aussi déconcerté qu'à cette occasion, probablement parce qu'il réalisait alors très clairement ce qui attendait immédiatement les musulmans. Constatant la situation délicate, j'ai demandé à mes amis et collègues de clore la discussion. À la suite de notre réunion d'adieu, je crois que M. Jinnah a saisi la première occasion de dire adieu à sa théorie des deux nations dans son discours du 11 août 1947 en tant que gouverneur général et président de l'assemblée constituante du Pakistan. 
Il (Huseyn Shaheed Suhrawardy) doutait de l'utilité de la théorie des deux nations, qui, à mon avis, ne nous avait jamais non plus porté fruit. Mais après la partition, cela s’est avéré très préjudiciable pour les musulmans de l’Inde et à long terme pour tous les musulmans. »

Selon lui, Jinnah y fait ses adieux dans son célèbre discours du 11 août 1947. 
Il est l'un des leaders les plus actifs du mouvement pakistanais. Il a appuyé la résolution de Lahore , présentée par Sher-i-Bengal Fazlul Haq en mars 1940 pour créer le Pakistan.

## Timbre commémoratif
En 1990, la poste pakistanaise émet un timbre commémoratif en son honneur dans la série «Pionniers de la liberté». 